# Andreas Müller (Kirchenhistoriker)
Andreas Müller (* 21. Juli 1966 in Bochum) ist ein deutscher evangelischer Kirchenhistoriker. Er ist Professor für Kirchengeschichte an der Christian-Albrechts-Universität zu Kiel.

## Leben
Nach dem Abitur am 18. Mai 1985 an der Schiller-Schule Bochum und dem Studium der evangelischen Theologie an der Kirchlichen Hochschule Bethel (1985–1987), der Universität Bern (1987–1989) und der Ruprecht-Karls-Universität Heidelberg (1989–1993) legte er am 8. März 1993 das erste theologische Examen in Bielefeld ab. In Thessaloniki hielt er sich von 1993 bis 1995 als Stipendiat der Synode der Kirche von Griechenland auf. Das Gemeindevikariat (1996–1997) absolvierte er an der Neustädter Marienkirche in Bielefeld. Die Promotion mit der Arbeit Humanistisch geprägte Reformation an der Grenze von östlichem und westlichem Christentum. Valentin Wagners griechischer Katechismus von 1550 schloss am 15. Juli 1998 mit Rigorosum in Heidelberg ab. Das zweite theologische Examen legte er am 27. August 1998 in Bielefeld ab. Von 1995 bis 1997 war er Vikarassistent an der Kirchlichen Hochschule in Bethel bei Gerhard Ruhbach. Am 27. Februar 2000 wurde er zum Pfarrer im Ehrenamt in München ordiniert. Von 2003 bis 2009 war er Pfarrer im Entsendungsdienst in Minden mit einem kirchenhistorischen Forschungsauftrag. Wissenschaftlicher Assistent war er von 1997 bis 2003 bei Klaus Koschorke an der Evangelisch-Theologischen Fakultät der LMU München, wo er am 4. Juli 2003 mit der Arbeit Das Konzept des Geistlichen Gehorsams bei Johannes Sinaites. Zur Entwicklungsgeschichte eines Elements orthodoxer Konfessionskultur, die am 18. Juni 2004 mit dem Habilitationspreis der Universitätsgesellschaft München ausgezeichnet wurde, habilitiert wurde. An die Kirchliche Hochschule Bethel wurde er am 17. Dezember 2004 umhabilitiert.  Im Sommersemester 2006 vertrat er den Lehrstuhl für Alte Kirchengeschichte in Jena. Drei Semester lang vertrat er den Lehrstuhl für Alte Kirchengeschichte (2007/2008). Im Sommersemester 2009 vertrat er den Lehrstuhl für Alte Kirchengeschichte in Berlin (Christoph Markschies). Seit Oktober 2009 ist er ordentlicher Professor für Kirchen- und Religionsgeschichte des ersten Jahrtausends der Christian-Albrechts-Universität zu Kiel. Seit 2010 ist er Universitätsprediger an der CAU Kiel.

## Veröffentlichungen (Auswahl)
- Humanistisch geprägte Reformation an der Grenze von östlichem und westlichem Christentum. Valentin Wagners griechischer Katechismus von 1550. (Texts and Studies in the History of Theology; Band 5). Edition Cicero, Mandelbachthal/Cambridge 2000, ISBN 978-3934285323. (= Dissertation)
- Reformation zwischen Ost und West. Valentin Wagners griechischer Katechismus (Kronstadt 1550). Eingeleitet, ediert und kommentierend übersetzt. (Schriften zur Landeskunde Siebenbürgens; Band 23).  Böhlau, Köln/Weimar/Wien 2000, ISBN 3-412-12699-3.
- Das Konzept des Geistlichen Gehorsams bei Johannes Sinaites. Zur Entwicklungsgeschichte eines Elements orthodoxer Konfessionskultur. (Studien und Texte zu Antike und Christentum; Band 37). Mohr, Tübingen 2006, ISBN 978-3-16-148965-5. (= Habilitationsschrift)